# عبد الرحمن سامح
عبد الرحمن سامح هريدي هو سباح مصري من مواليد 9 مارس/آذار 2000، بطل العالم للسباحة لعام 2023 في منافسات سباق 50 متر فراشة بزمن 23:04 ثانية، وشارك سابقا في عدة بطولات منها بطولة العالم للألعاب المائية 2019، وفاز بذهبية بطولة افريقا أيضاً.

## تهديدات بالقتل بسبب دعمه لفلسطين
أشار عبد الرحمن إلى انه تلقى تهديدات لدعمه فلسطين في ظل معركة طوفان الأقصى وقصف وحصار غزة، حيث قال: "لقد تلقيت تهديدات بالقتل، وكان الناس يهاجمونني طوال الأسبوع بسبب دعمي لفلسطين وتذهب عائلتي إلى النوم وهي لا تعلم ما إذا كان شخص ما سيقتحم غرفتي أو شقتي في اليوم التالي، وعليهم أن يتساءلوا في كل مرة لا أرد فيها على مكالمة إذا كنت مشغولًا فقط أو يحاول شخص ما قتلي". "أنا بصراحة لا أعرف إذا كان ينبغي علي أن أحتفل بهذا أم لا فإخواتي يُقتلون في فلسطين الآن”.

## روابط خارجية
- بطل العالم في السباحة المصري عبد الرحمن سامح يرفض الاحتفال بالفوز بسبب قصف غزة - الجزيرة.
- عبد الرحمن سامح على موقع الاتحاد الدولي للسباحة (الإنجليزية)
- عبد الرحمن سامح على موقع SwimRankings.net (الإنجليزية)
- عبد الرحمن سامح على موقع SwimRankings.net (الإنجليزية)
- عبد الرحمن سامح على موقع أوليمبيديا (الإنجليزية)